# 2024年宁波舟山港爆炸事故
2024年宁波舟山港爆炸事故，指2024年8月9日，浙江省宁波舟山港北仑港区三期码头停靠集装箱轮发生一起危险品爆炸事故。

## 背景
2024年8月9日，一艘隶属于陽明海運名为動明輪的貨船在中华人民共和国浙江省宁波市北侖港進行中轉時發生爆炸。
「動明輪」為陽明海運中可裝載6600個TEU等級貨櫃的中型貨船，登記於賴比瑞亞，由台灣國際造船公司所建，於2011年5月17日舉辦交船儀式並展開首次航行，航線範圍包含德國、英國、法國、荷蘭、西班牙、埃及、希臘及土耳其等西北歐和地中海的重要國際港口。

## 經過
2024年8月9日下午一點五十分，該船本預計由上海前往中東，在中國浙江省寧波北侖港進行中轉時卻突然發生爆炸，寧波市海上搜救中心辦公室隨後便馬上通報並且指派海巡艇前往現場實施警戒，協調三艘消防拖輪展開緊急處置。經過陽明海運初步調查後，表示爆炸原因可能為船上的集裝箱發生事故，韓新遠洋裝載的5.2類過氧化劑冷危貨物在船上因為沒插插頭而造成過熱，才導致爆炸，目前無碼頭人員和船員傷亡，靠灣的三期碼頭也暫時關閉。附近企業的員工表示，廠區的玻璃窗因衝擊波而破碎，員工餐廳的天花板也出現塌陷，公司緊急停工。